# Paul Edwards
Paul Edwards, född 2 september 1923, död 9 december 2004, var en amerikansk moralfilosof.

## Verk
- Encyclopedia of Philosophy (8 volymer., 1967), chefredaktör
- The Logic of Moral Discourse (1955)
- Ethics and Language (1966)
- Buber and Buberism (1970)
- Heidegger on Death (1979)
- Voltaire (1989)
- Immortality (1992)
- Bertrand Russell's Doubts About Induction (1949)
- Hard and Soft Determinism (1958)
- The Cosmological Argument (1959)
- Atheism (1967)
- The Case Against Reincarnation (1986-87)
- Heidegger's Quest for Being (1989)